# Filomeno Mata
Filomeno Mata là một đô thị thuộc bang Veracruz, México. Năm 2005, dân số của đô thị này là 14426 người.